# Konstantin Rodzajevskij
Konstantin Vladimirovitj Rodzajevskij, född 11 augusti 1907 i Blagovesjtjensk, Kejsardömet Ryssland 
, död 30 augusti 1946 i Moskva, Ryska SFSR, Sovjetunionen, var ledare för Ryska fascistiska partiet, som han ledde från exil i Manchuriet.

## Biografi
Född i Blagovesjtjensk (på motsatta sidan av floden Amur sett från Kina) i en familj av den sibiriska medelklassen, flydde han Sovjetunionen för Manchuriet 1925. I Harbin började han studera vid den juridiska akademin och anslöt sig där till den ryska fascistiska organisationen. Den 26 maj 1931 blev han generalsekreterare för det nybildade ryska fascistpartiet. År 1934 gick partiet samman med Anastasy Vonsyatskis ryska fascistiska organisation och Rodzaevsky blev dess ledare. Han liknade sig vid Mussolini, och använde också swastika som en av symbolerna för rörelsen.
Rodzaevsky samlade omkring sig personligt utvalda livvakter, och använde symbolik från det tidigare ryska imperiet tillsammans med ryska nationalistiska symboler. De skapade en internationell organisation av ryska emigranter med vita sympatier, och inrättade ett centralt kontor i Harbin, det "ryska Fjärran Österns Moskva", med länkar i tjugosex länder runt om i världen. Den viktigaste av dessa internationella enheter fanns i New York.
Rodzaevsky hade cirka 12 000 anhängare i Manchukuo. Under 2 600:de årsdagen av grundandet av japanska kejsardömet, deltog han i det officiella firandet i regionen, med en utvald grupp av människor, för att hedra kejsar Hirohito. Han väntade då på den dag då han skulle leda vita antisovjetiska styrkor, med de vitas general Kislitsin och japanska styrkor, i kampen för att "befria" det ryska folket från sovjetiskt styre.

## Andra världskriget
Under andra världskriget försökte Rodzaevsky att inleda en öppen kamp mot bolsjevismen, men japanska myndigheterna begränsade verksamheten till sabotagehandlingar i Sovjetunionen. Som den antisemit han var, publicerade Rodzaevsky ett stort antal artiklar i partitidningar. Han var också författare till broschyren "Judas’ slut" och boken "Modern judaisation av världen eller judefrågan i den 20:e århundradet".
Vid slutet av kriget, kanske som ett desperat försök att undvika avrättning i det fall han skulle tas till fånga av den avancerande röda armén, började han framhålla att den sovjetiska regimen under Josef Stalin utvecklades till en nationalistisk sådan. När han återvände till Ryssland, där han lovades frihet och ett jobb på en av de sovjetiska tidningarna, greps han istället (tillsammans med partimedlem Lev Okhotin), och dömdes till döden. Han avrättades i Lubjankafängelsets källare i Moskva.